# 黏性放线菌
黏性放线菌（学名：Actinomyces viscosus）也称粘性放线菌，简称粘放菌，是放线菌属的下属物种，呈革兰氏阳性。黏性放线菌是一种人类和动物病原体，寄生在70%成年人的口腔中。黏性放线菌的毒力低，常被误认为是其他放线菌。

## 形态学
黏性放线菌呈革兰氏阳性、兼性厌氧、杆状和丝状。它在非选择性培养基上生长缓慢，形成灰色和白色菌落。

## 发病机制
黏性放线菌在动物中引起牙周病，并已从人类的牙结石和根面龋齿、仓鼠的口腔以及猪、猫和狗的放线菌病中分离出来。此外，它已被证明会导致人类心内膜炎。已知黏性放线菌也会引起肺部感染，但仅在极少数情况下发生。这些感染可以用青霉素进行三周的治疗。

## 诊断
黏性放线菌的感染症状与衣氏放线菌的感染症状或牛型放线菌的感染症状无法区分。衣氏放线菌和牛型放线菌感染通常会引起放线菌病，但有时病原体是黏性放线菌，虽然这种情况很少见。黏性放线菌菌落过氧化氢酶检测呈阳性，而吲哚试验呈阴性。

## 治疗
在每个记录的病例中，多周的抗生素治疗都治愈了由黏性放线菌引起的放线菌病。疗法包括使用青霉素、磺胺二甲氧嘧啶、氟氯西林、克林霉素、四环素和替卡西林进行治疗。黏性放线菌通常对万古霉素、甲硝唑、头孢氨苄和双氯西林具有有抗药性。治疗至少持续三周，但有一些例外。虽然黏性放线菌很难与其他密切相关的放线菌区分开来，但一般确定为放线菌就足以用于治疗感染了。